# Lạm dụng tình dục trẻ em
Lạm dụng tình dục trẻ em, còn gọi là ấu dâm, là quá trình trong đó một người trưởng thành lợi dụng vị thế của mình nhằm dụ dỗ hay cưỡng ép trẻ em tham gia vào hoạt động tình dục. Lạm dụng tình dục trẻ em có thể xảy ra ở bất kì nền văn hóa, chủng tộc, tôn giáo, thể chế chính trị nào.
Hành vi lạm dụng tình dục đối với trẻ không chỉ gây tổn thương cơ thể và những hậu quả nhất thời mà còn có thể ảnh hưởng rất lâu dài về sau này. Những hậu quả lâu dài của lạm dụng tình dục ở trẻ em biểu hiện từ nhẹ cho đến những rối loạn rất nặng nề không chỉ liên quan đến sức khỏe sinh sản mà còn liên quan đến khả năng học tập, khả năng hòa nhập gia đình và xã hội cũng như đối với sức khỏe tâm thần của trẻ.

## Định nghĩa
Cho đến hiện nay vẫn chưa có một định nghĩa thống nhất hoàn toàn về lạm dụng tình dục ở trẻ em. Tuy nhiên đặc trưng chính yếu của hành vi lạm dụng tình dục trẻ em là quá trình trong đó một người trưởng thành lợi dụng vị thế của mình nhằm dụ dỗ hay cưỡng ép trẻ em tham gia vào hoạt động tình dục. Hành vi lạm dụng tình dục có thể thay đổi từ việc sờ mó thân thể, bộ phận sinh dục, giao hợp bằng ngón tay cho đến là giao hợp qua đường sinh dục hoặc hậu môn. Lạm dụng tình dục ở trẻ em không chỉ giới hạn vào các tiếp xúc cơ thể mà còn bao gồm cả nhưng hành vi không tiếp xúc như khoe bộ phận sinh dục cho trẻ thấy, rình xem trộm hoặc sử dụng hình ảnh khiêu dâm trẻ em.
Hiện nay không có một nghiên cứu thống kê nào cho biết chính xác con số lạm dụng tình dục ở trẻ em do không có một định nghĩa rõ ràng thống nhất về lạm dụng tình dục trẻ em cũng như nhiều nạn nhân không thể khai báo bởi nhiều lý do khác nhau. Tuy nhiên theo các chuyên gia thì đây là một hiện tượng không hiếm gặp và cũng là một vấn đề pháp lý-tâm lý-xã hội nghiêm trọng tại Mỹ. Một nghiên cứu cho thấy rằng 20% phụ nữ và 10% nam giới đã bị lạm dụng tình dục ở những mức độ khác nhau  khi trước tuổi trưởng thành. Ở Việt Nam, trong ba năm gần đây (2017), trung bình mỗi năm có trên 1.000 vụ được ghi nhận, cứ 8 giờ lại có thêm một trẻ bị xâm hại tình dục.

## Nguy cơ
Những yếu tố sau đây làm tăng nguy cơ một trẻ bị lạm dụng tình dục:
- Trẻ gái bị lạm dụng tình dục cao gấp 2,5 đến 3 lần trẻ trai (như vậy không chỉ có trẻ gái mới bị lạm dụng tình dục)[cần dẫn nguồn].
- Tuổi càng lớn thì nguy cơ bị lạm dụng càng cao
- Những trẻ chậm phát triển tâm thần vận động thường có nguy cơ cao (do trẻ phụ thuộc vào người lớn, chăm sóc thường kín đáo, trẻ khó khăn trong vấn đề giao tiếp với người khác).
- Tình trạng kinh tế xã hội gia đình thường không có ảnh hưởng nhiều đến nguy cơ lạm dụng tình dục như trong trường hợp trẻ bị ngược đãi.
- Mẹ bị mắc một chứng bệnh tâm lý nào đó và sự hiện diện của tình nhân của mẹ hoặc cha dượng trong nhà.

## Thủ phạm
Các nghiên cứu thường cho kết quả khác nhau về con số nhưng tựu trung thủ phạm thường gặp nhất là những thành viên trong gia đình hoặc những người quen biết. Trường hợp trẻ em bị lạm dụng tình dục do người lạ mặt thường thấp hơn so với người trong gia đình.

## Hậu quả
Những hậu quả về mặt cơ thể có thể thấy được ngay ở trẻ em nhỏ như rách âm đạo-trực tràng gây chảy máu nặng nề, các tổn thương khác của bộ phận sinh dục, nhiễm các bệnh lây truyền qua đường tình dục. Với trẻ lớn hơn, nguy cơ có thai được phát hiện muộn không phải là hiếm gặp. Với những trường hợp này, sức khỏe và tương lai của bà mẹ lẫn trẻ em thường ở trong tình trạng rất mong manh, khó khăn.
Trẻ em bị lạm dụng tình dục có thể biểu hiện những rối loạn về hành vi cũng như tâm thần từ nhẹ đến nặng, ngắn hạn cũng như dài hạn. Tùy thuộc vào mức độ của lạm dụng tình dục mà trẻ có thể biểu hiện sợ hãi và lo lắng trước người khác giới hoặc trước những vấn đề liên quan đến tình dục và có thể biểu hiện những hành vi tình dục không đúng mực.
Những ảnh hưởng ban đầu hay ảnh hưởng ngắn hạn thường xuất hiện trong khoảng 2 năm đầu tiên. Những biểu hiện này tùy thuộc vào mức độ, hoàn cảnh cũng như tuổi của trẻ lúc bị lạm dụng tình dục. Tuy nhiên những biểu hiện thường gặp bao gồm những biểu hiện thơ ấu hóa (ví dụ trẻ có thể mút tay mặc dù đã lớn hoặc đái dầm), rối loạn giấc ngủ, chán ăn, xấu hổ, mặc cảm tội lỗi, rối loạn về ứng xử cũng như khả năng học tập ở trường, biểu hiện co mình lại không tham gia vào các hoạt động đoàn thể hay xã hội, tính cách dễ bùng nổ...
Những hậu quả xấu của lạm dụng tình dục có thể để kéo dài nhiều năm sau này cũng như đến tuổi trưởng thành. Những người này thường có biểu hiện trầm cảm. Nếu tình trạng lo lắng ở mức độ cao có thể dẫn đến những hành vi tự hủy hoại cơ thể như nghiện rượu, nghiện ma túy, có những cơn hốt hoảng, những rối loạn lo âu ở một tình huống đặc trưng nào đó, mất ngủ. Và rất nhiều người gặp rất nhiều khó khăn trong đời sống tình dục sau này.
Một số trẻ bị lạm dụng tình dục có thể có hiệu ứng người ngủ (sleeper effects), tức là ngay sau khi bị lạm dụng tình dục, trẻ không có biểu hiện rối loạn gì. Nhiều năm sau đó những biểu hiện này mới bộc phát trầm trọng.
Mặc dù chưa có sự giải thích rõ ràng nhưng những trẻ em bị lạm dụng tình dục sau này lại có nguy cơ cao bị hiếp dâm hoặc bị ngược đãi về mặt cơ thể.

## Chẩn đoán
Ngoài một số trường hợp quá rõ ràng hoặc khi trẻ chủ động nói với bố mẹ thì đa phần các trường hợp khác đòi hỏi bố mẹ phải nhận biết các dấu hiệu nghi ngờ sau đây:
- Trẻ sợ hãi một người hoặc một nơi đặc biệt nào đó,
- Phản ứng không bình thường từ trẻ khi trẻ được hỏi chúng có tiếp xúc đụng chạm với một người nào đó không,
- Sợ hãi một cách không lý do khi được thăm khám cơ thể,
- Trẻ vẽ những hình vẽ liên quan đến hành vi tình dục,
- Thay đổi đột ngột hành vi như mút tay, đái dầm hoặc ỉa đùn,
- Trẻ bỗng hiểu rõ bộ phận sinh dục, các hoạt động tình dục cũng như các từ ngữ liên quan,
- Hoặc thậm chí trẻ tìm cách thực hiện hành vi tình dục với đứa trẻ khác.

Với những biểu hiện nghi ngờ trên, trẻ cần được thăm khám bởi một bác sĩ nhi khoa có kinh nghiệm. Việc thăm khám có thể phát hiện được dấu hiệu trực tiếp trong vòng 72 giờ đầu tiên sau khi trẻ bị lạm dụng tình dục. Tuy nhiên tùy theo mức độ bị lạm dụng mà các triệu chứng có rõ hay không. Các thăm khám bao gồm đánh giá hành vi của trẻ, thăm khám thực thể vùng đùi, các vết sướt, vết nứt hậu môn, âm hộ, dương vật, kiểm tra màng trinh. Các xét nghiệm bao gồm các test chẩn đoán các bệnh lây truyền qua đường tình dục.
Trong trường hợp không có sự giao hợp, không có những tổn thương thực thể thì việc chẩn đoán khó hơn nhiều. Lúc này việc tạo một không khí tin cậy giữa thầy thuốc và trẻ là một yếu tố quan trọng trong chẩn đoán.
Hiện nay các nghiên cứu đang tập trung vào trả lời câu hỏi liệu trẻ em bị lạm dụng tình dục có thể phục hồi hoàn toàn hoặc gần như hoàn toàn hay không và nếu có thì những tác nhân nào quan trọng nhất. Tuy nhiên cho đến thời điểm hiện tại thì vẫn chưa có một câu trả lời cụ thể cho vấn đề này. Dù vậy các chuyên gia vẫn đưa ra những giải pháp và trị liệu để nâng cao khả năng hồi phục của trẻ bị lạm dụng tình dục hoặc ít nhất thì cũng làm giảm những tác động xấu nhất của nó.
Sự nâng đỡ tình cảm, tinh thần và lòng tin của gia đình, bạn bè, nhà trường và xã hội cũng như việc giúp trẻ bị lạm dụng tình dục hiểu rõ được giá trị bản thân cùng với những hoạt động trí tuệ tinh thần khác sẽ góp phần làm giảm thiểu những hậu quả của lạm dụng tình dục.
Điều quan trọng nhất là giúp trẻ loại bỏ được mặc cảm tội lỗi thường gặp phải ở trẻ bị lạm dụng tình dục. Các nạn nhân cũng cho biết rằng việc tham dự các buổi thảo luận về lạm dụng tình dục trẻ em, đọc các sách nói về lạm dụng tình dục và điều trị tâm lý giúp họ có một cuộc sống bình thường. Thời gian cũng là một yếu tố quan trọng để làm giảm các sang chấn tâm lý gây nên do lạm dụng tình dục.

## Biện pháp đề phòng
- Lời khuyên "không nói chuyện với người lạ" không hữu hiệu trong trường hợp này bởi như đã nói, phần lớn thủ phạm là thành viên trong gia đình hoặc người quen biết.
- Cung cấp cho trẻ em những kiến thức cơ bản nhất về giới tính. Có thể dạy cho trẻ em biết rằng không ai được chạm vào "chỗ riêng tư" của trẻ.
- Với trẻ lớn hơn, có thể dạy cho các cháu biết những hành vi lạm dụng tình dục là phạm pháp. Dạy cho trẻ biết quyền mình được bảo vệ và tự bảo vệ.
- Dạy cho trẻ biết thân thể là "tài sản riêng" của chúng. Trẻ có quyền từ chối những cái ôm hoặc những tiếp xúc gây khó chịu.
- Quan trọng nhất là bố mẹ phải học cách trò chuyện với con cái mình về những vấn đề tế nhị. Khuyến khích chúng đặt câu hỏi về các vấn đề khác nhau trong cuộc sống cũng có nghĩa là khuyến khích chúng đặt những câu hỏi về những vấn đề sâu kín.
- Bố mẹ cần cố gắng tìm hiểu và hòa đồng với bạn bè của con vì từ đó bố mẹ có thể có được những thông tin cần thiết.
- Dạy trẻ không bao giờ được đi vào chỗ kín, nơi vắng vẻ với một ai nếu không có sự đồng ý của bố mẹ. Trong trường hợp này thì trẻ gái cần có sự đồng ý của mẹ hoặc một phụ nữ lớn tuổi trong nhà.
- Một điều các bậc phụ huynh cần ghi nhớ là không phải bất cứ trường hợp lạm dụng tình dục cũng có bạo lực. Trẻ em thường tin tưởng người lớn, nhất là người thân trong gia đình. Chúng thường dễ dàng chấp nhận những gì người ta yêu cầu để đổi lấy tình thương yêu hay che chở. Đây cũng là lý do vì sao trẻ thường bị lạm dụng bởi người thân và thường các trường hợp lạm dụng rơi vào im lặng.
- Tin vào trực giác và linh cảm để thoát khỏi hiểm nguy.

Cuối cùng, những biện pháp trên đây cũng chỉ là những lời khuyên chung nhất. Cốt lõi của vấn đề là bố mẹ phải làm sao tạo được một môi trường tin cậy lẫn nhau, quan tâm đến con cái và dĩ nhiên, chỉ có trái tim nhạy cảm của người mẹ mới nhận thấy được những gì bất thường dù là rất nhỏ ở đứa con yêu quý của mình.

## Pháp luật Việt Nam
Về mặt pháp lý hiện nay thì chưa có định nghĩa cụ thể hay quy định nói rõ là người thực hiện hành vi lạm dụng tình dục ở trẻ em hay dâm ô sẽ bị xử lý như thế nào. Nhưng trên thực tế thì có thể áp dụng các quy định của Bộ luật Hình sự 2015 để xử lý các trường hợp trên theo một trong 4 tội danh như sau:
Đầu tiên, Tội hiếp dâm người dưới 16 tuổi
Theo đó người dùng đe dọa hoặc dùng vũ lực hoặc lợi dụng tình trạng không thể tự vệ được của nạn nhân hoặc thủ đoạn để hành vi quan hệ giao cấu hoặc hành vi quan hệ tình dục khác với người dưới 16 tuổi thì sẽ phạm tội này. 
Đặc biệt là trường hợp giao cấu hoặc quan hệ tình dục khác với người dưới 13 thì cũng sẽ phạm vào tội này.
Thứ 2, Tội cưỡng dâm người dưới 16 tuổi 
Theo đó, nếu có hành vi thủ đoạn khiến người dưới 16 tuổi đang ở trong tình trạng lệ thuộc mình hoặc trong tình trạng quẫn bách phải miễn cưỡng giao cấu hoặc miễn cưỡng thực hiện hành vi quan hệ tình dục khác thì sẽ áp dụng quy định của tội này. 
Thứ 3, Tội giao cấu hoặc thực hiện hành vi quan hệ tình dục khác với người từ đủ 13 tuổi đến dưới 16 tuổi
Thì theo đó nếu không có các hành vi thuộc 2 tội nói trên thì mà có hành vi giao cấu hoặc quan hệ tình dục khác với người từ 13 tới 16 tuổi thì sẽ có thể bị áp dụng quy định của tội này. 
Thứ 4 là tội dâm ô với người dưới 16 tuổi
Theo đó người nào mà có hành vi dâm ô với người dưới 16 tuổi nhưng không nhằm mục đích giao cấu hoặc không nhằm thực hiện các hành vi quan hệ tình dục khác thì có thể bị xử theo tội này. 
Dâm ô được hiểu là tiếp xúc về thể chất trực tiếp hoặc gián tiếp qua lớp quần áo vào bộ phận sinh dục, bộ phận nhạy cảm hoặc là bộ phận khác trên cơ thể của người dưới 16 tuổi có tính chất tình dục nhưng không nhằm quan hệ tình dục. Trường hợp này bao gồm cả người cùng giới tính và khác giới tính.